# 小行星73517
小行星73517（73517 Cranbrook）是一颗绕太阳运转的小行星，为主小行星带小行星。该小行星于2003年3月27日发现。
該小行星以美國密西根州布隆菲希爾的克蘭布魯克科學研究院命名。

## 轨道参数
小行星73517的轨道半长轴为462 702 343 km（3.0929301 UA），离心率为0.089。